# 西区 (光州广域市)

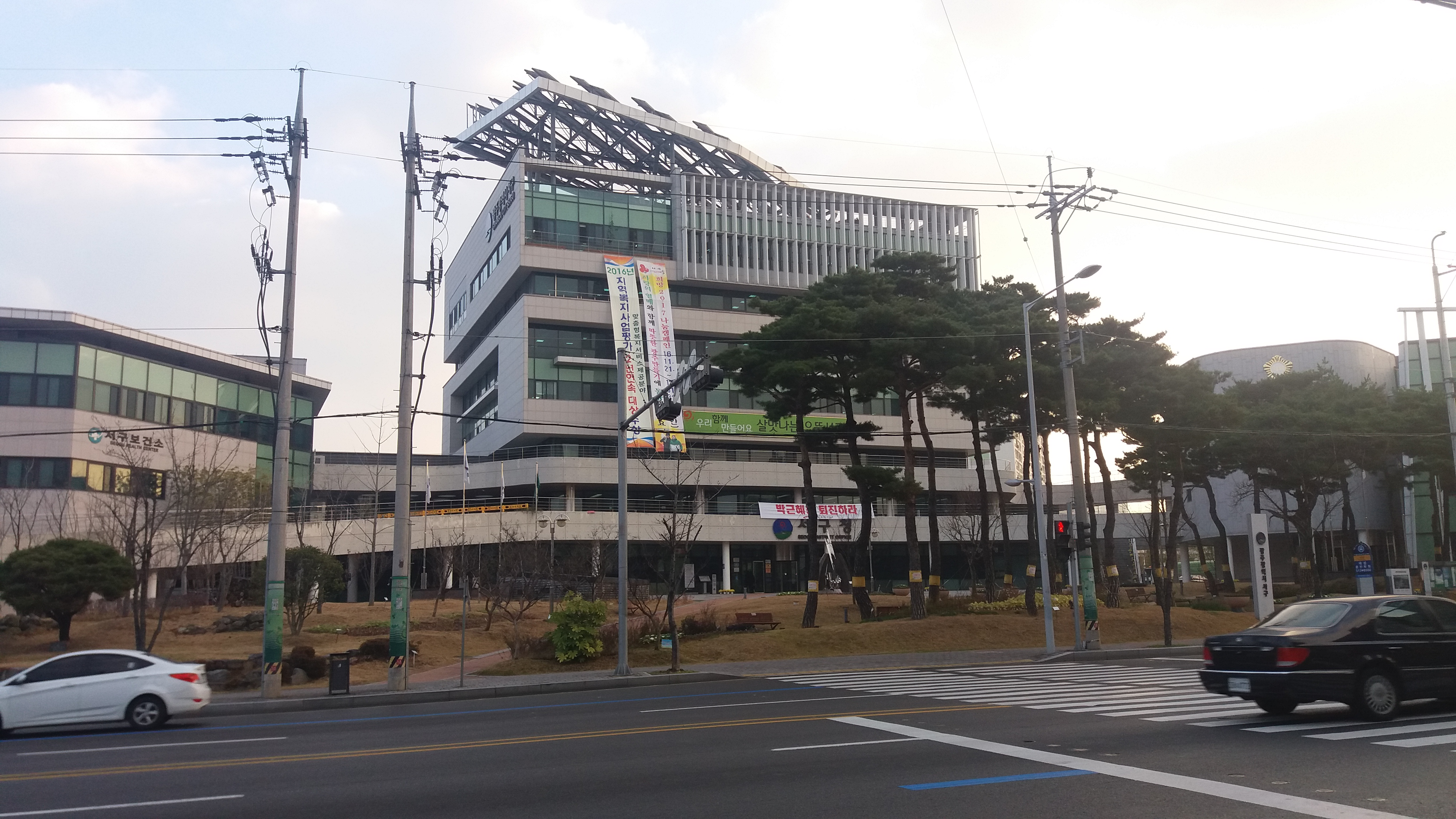
西區廳

西區（：／ Seo gu */?）是韩国光州广域市的一个区。总面积46.74km2，总人口106,561人（2007年12月末）。

## 行政區劃
西区分为17行政洞,17法定洞。
洞（行政洞）
- 良洞
- 良3洞
- 農城1-2洞
- 光川洞
- 柳徳洞
- 治平洞
- 尚武1-2洞
- 花亭1-4洞
- 西倉洞
- 金湖1-2洞
- 楓岩洞